# Willem Robert (1847-1914)

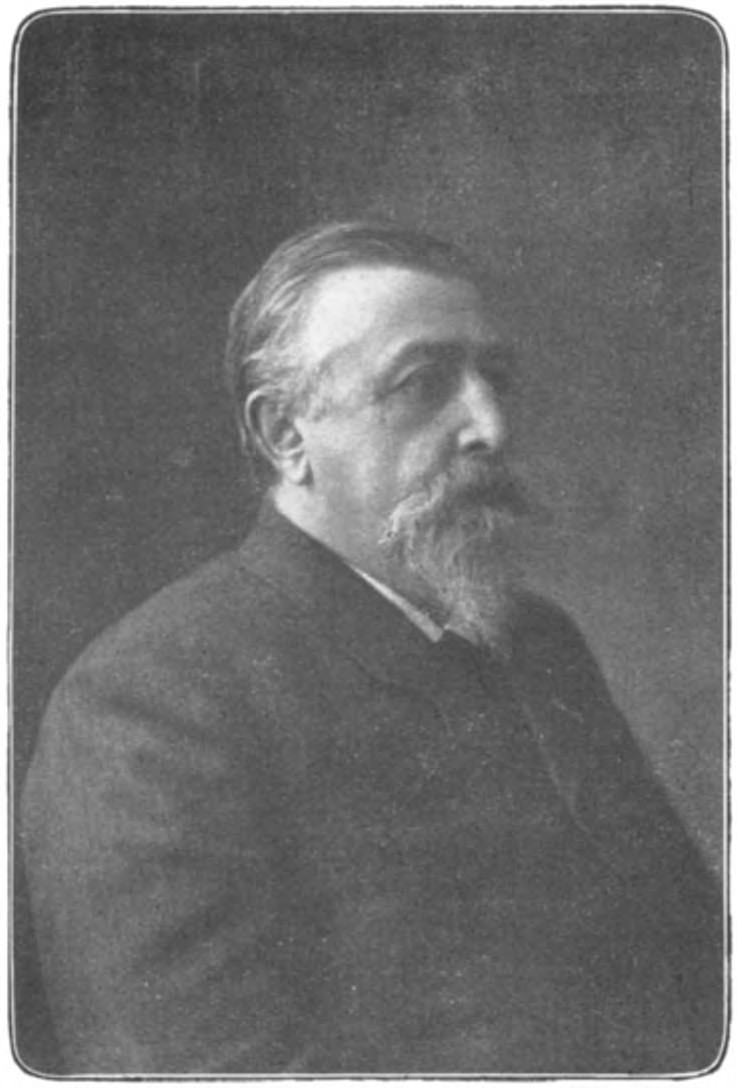
Willem Robert sr

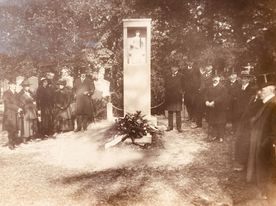
Onthulling beeld Bronner bij graf Willem Robert sr

Willem Robert sr, geboren als Willem George Frederik Lodewijk Rubbert ('s-Hertogenbosch, 6 december 1847 – Haarlem, 1 maart 1914) was een Nederlandse musicus.

## Biografie
Willem Robert senior werd geboren als zoon van Christian Friedrich Rubbert en Frederica Louisa Wilhelmina Canten. Wanneer Willem de achternaam Robert (uitgesproken als het Franse Robèrt) is gaan gebruiken, is niet bekend. De naam was wel al in de familie in gebruik.
In 1848 vestigde het gezin zich in Amsterdam, waar Willem van zijn vader, die muziekleraar en fluitist was, vioolles kreeg. Later volgde hij lessen bij Schultz, C. Fischer en Frans Coenen. De dirigent Johannes Meinardus Coenen, bij wie zijn vader in het orkest speelde, gaf hem harmonieleer. Op 26 december 1863 debuteerde hij als 'élève van Fischer' in het Concert Frascati met de Phantasie-Caprice van Henri Vieuxtemps. Een paar jaar later werd Robert violist-accompagnateur in het Concert Felix Meritis. Hij deelde bij het Paleis Orkest van het Paleis voor Volksvlijt de eerste lessenaar van de eerste violen met Joseph Cramer. Vanaf 1868 dirigeerde hij 44 jaar lang de Orkestvereniging Musicae et Amicitae waarmee hij vele orkest- en kooruitvoeringen gaf. In 1875 werd hij leraar aan de muziekschool van de Maatschappij tot Bevordering der Toonkunst te Haarlem. Daarna volgde ook het dirigentschap van orkest Euterpe en zangvereniging van de Maatschappij tot Bevordering der Toonkunst (1881). Twee jaar later kwam daar de Koninklijke Liedertafel Zang en Vriendschap bij.  Met Zang en Vriendschap behaalde Willem sr vele (internationale) prijzen. Omstreeks 1877 ging hij in Haarlem wonen.
Op 10 februari 1914 dirigeerde Robert zijn laatste concert; met medewerking van het Utrechts Stedelijk Orkest vertolkte de Kon. Liedertafel de Lofzang van Philip Loots en de Fritsjofsage van Max Bruch. Drie weken later zongen zijn verknochte zangers hem in een Graflied het eeuwig vaarwel toe. De Opregte Haarlemsche Courant van 2 maart 1914 berichtte naar aanleiding van zijn overlijden:
"Deze vereniging behaalde van 1884 tot 1912 niet minder dan 18 prijzen, meest alle bestaande uit ere- en eerste prijzen op internationale wedstrijden. Men herinnert zich nog de schitterende triumf deezer vereniging op 5 augustus te Keulen. Met algemene stemmen kende de jury den eersten prijs (de Kaiser Medaille) aan 'Zang en Vriendschap' toe, over welk feit de Keizer zo ontstemd was, dat hij verbood zijn prijs voortaan internationaal beschikbaar te stellen".
Willem Robert heeft ook enkele composities op zijn naam staan. Zo componeerde hij in 1900 een feestzang ter gelegenheid van de onthulling van het standbeeld van Frans Hals in Haarlem. Naar aanleiding daarvan werd hij benoemd tot ridder in de Orde van Oranje-Nassau.
Op zijn graf te Heemstede werd in 1918 een monument Orpheus van Jan Bronner opgericht. Dit beeld staat thans in de Philharmonie Haarlem.

## Robert Kwartet
In 1896 richtte Robert sr met Jan J.F. Tak jr (2e viool), Willem Robert jr (altviool) en Th. C. de Maaré (cello) een strijkkwartet op: het Robert-kwartet, dat tot 1903 vele belangrijke uitvoeringen gaf. Hiermee werd een nieuwe periode van Haarlemse kamermuziekuitvoeringen in het leven geroepen met vier uitvoeringen per seizoen. De concerten vonden plaats in de Bovenzaal van de Societeit "Vereeniging".

## Kinderen

Familiefoto rondom Willem Robert sr (circa 1905)

Uit het huwelijk van Willem sr met Hendrika Antoinetta Brouwer werden negen kinderen geboren, waarvan er vier direct bij de geboorte overleden. Vier van hen werden net als hun vader musicus, dochter Helena werd arts.
- Willem jr (1874-1955), violist, zanger en koordirigent.
- Louis (1882-1938), stadsorganist van Haarlem van 1913 tot 1922 en koordirigent; emigreerde in 1922 naar de VS en werd organist van de Holy Trinity Church in New York.
- Marie Antoinette (1884-1960), pianiste.
- Helena (1887-1979), vrouwenarts en één der eerste vrouwelijke chirurgen in Nederland.[4]
- George (1890-1971), (stads)organist van Haarlem van 1922 tot 1955 en oratoriumdirigent.

- International Standard Name Identifier: 0000 0003 9515 0994
- Nederlandse Thesaurus van Auteursnamen: 069967865
- Système universitaire de documentation: 223502421
- Virtual International Authority File: 302253407
- WorldCat: E39PBJxRxtK7v6DykvcyXm3RKd